# جو لاندو
جو لاندو (بالإنجليزية: Joe Lando)‏ هو ممثل أمريكي، ولد في 9 ديسمبر 1961 في الولايات المتحدة.

## أعمال

### مسلسلات
- المربية
- إن سي آي إس
- جاغ

## وصلات خارجية
- جو لاندو على موقع IMDb (الإنجليزية)
- جو لاندو على موقع ألو سيني (الفرنسية)
- جو لاندو على موقع أول موفي (الإنجليزية)
- جو لاندو على موقع قاعدة بيانات الأفلام السويدية (السويدية)
- جو لاندو على موقع إن إن دي بي (الإنجليزية)
- جو لاندو على موقع قاعدة بيانات الفيلم (الإنجليزية)
- جو لاندو على موقع كينوبويسك (الروسية)